# Курвитс, Антс
Антс Курвитс (эст. Ants Kurvits), до 1936 — Ханс Курвитс (эст. Hans Kurvits; в Русской армии — Ганс Густавович Курвитс [Курвиц]; 2 (14) мая 1887 — 27 декабря 1943) — офицер Русской императорской армии, генерал-майор Эстонской армии, участник Первой мировой войны и Освободительной войны в Эстонии. Кавалер ордена Святого Георгия 4-й степени и Креста Свободы I класса 2-й степени. Военный министр (ноябрь 1924), начальник Пограничной охраны Эстонии (1922—1933, 1934—1939).

## Биография
Ханс Курвитс родился 2 мая 1887 года на хуторе Михкли-Ааду (Таббиферская волость, Экский пасторат, Юрьевский уезд) в крестьянской семье Куста (Густава) Курвитса и Маррет Курвитс (урож. Рягсон).
Учился в Садьервской волостной школе, Экской приходской школе и, в 1899—1911 годах, в частной гимназии Гуго Трефнера в Юрьеве. В 1911 году поступил на юридический факультет Императорского Юрьевского университета, но после первого курса перевёлся, 12 октября 1912 года, на юридический факультет Императорского Санкт-Петербургского университета, а в сентябре 1913 года вновь вернулся в Юрьевский университет. В сентябре 1912 года также состоял слушателем Статистических курсов при Центральном статистическом комитете МВД.
После начала Первой мировой войны поступил в октябре 1914 года во Владимирское военное училище, после окончания ускоренного курса которого 1 февраля 1915 года произведён в прапорщики армейской пехоты. Получил назначение в 20-й Сибирский запасной батальон, младший офицер 4-й роты. 18 сентября 1915 года переведён в 332-й пехотный Обоянский полк, в котором назначен временно командующим 13-й ротой. На фронте до июня 1917 года. 13 января 1916 года произведён в подпоручики, а 29 ноября 1916 года — в поручики, со старшинством с 1 февраля того же года.
Приказом командующего 3-й армией 31 октября 1916 года награждён, по решению местной Георгиевской думы, орденом Святого Георгия 4-й степени:
За то, что, будучи в чине подпоручика, в бою 4-го августа 1916 года западнее озера Нобель, во главе своей роты энергично атаковал противника под сильным и действительным ружейным, пулеметным и артиллерийским огнем и первым со своею ротой взошел на бруствер неприятельского укрепления, овладел им и удержал за собою.
После начала формирования национальных частей 8 июня 1917 года переведён в 1-й Эстонский полк, где получил в командование 11-ю роту. 1 июня 1917 года произведён в штабс-капитаны, со старшинством с 1 августа 1916 года. С ноября 1917 года командовал 1-м батальоном, а с 23 марта 1918 года — 2-м батальоном своего полка. 5 апреля 1918 года произведён в капитаны, со старшинством с августа 1917 года, и в том же месяце — в подполковники. Демобилизован в апреле 1918 года.
Принял участие в Освободительной войне в Эстонии. 16 ноября 1918 года назначен командиром Союза обороны Тарту и Тартуского уезда. С 25 декабря 1918 года до февраля 1919 года командовал Вильяндиским добровольческим батальоном. С 5 февраля 1919 года — командир 2-го пехотного полка. Принимал участие в боевых столкновениях с частями Красной армии в районе Выру, Печор и в Северной Латвии.
22 декабря 1919 года назначен помощником начальника 1-й дивизии, одновременно с января 1920 года — начальником гарнизона Нарвы. С 11 сентября 1920 года вновь командовал 2-м пехотным полком, а с 1 сентября 1921 года — 7-м пехотным полком. 1 октября 1921 года уволен в запас. За заслуги в Освободительной войне награждён Крестом Свободы I класса 2-й степени.
1 ноября 1922 года назначен начальником Управления пограничной охраны Эстонии, руководил ведомством до 1939 года. 11 ноября 1924 года получил должность военного министра в правительстве Фридриха Акеля, но уже 26 ноября оставил её, вернувшись к управлению пограничной охраной.
20 февраля 1928 года произведён в полковники (колонели), а 24 февраля 1932 года — в генерал-майоры. С 11 августа 1933 до 12 марта 1934 года являлся помощником министра внутренних дел.
20 марта 1936 года эстонизировал своё имя и стал Антсом Курвитсом.
22 декабря 1939 года освобождён от должности начальника пограничной охраны и назначен постоянным членом Совета Вооружённых сил Эстонии. 31 августа 1940 года уволен в отставку.
14 июня 1941 года арестован органами НКВД и этапирован в СевУралЛаг. Приговорён по статьям § 58-2, 58-10 п.2, 58-11 к 10 годам заключения. Умер при неизвестных обстоятельствах 27 декабря 1943 года.
В 1995 году на кладбище Экси установлен кенотаф Антсу Курвитсу и его жене Анни.
В 2012 году имя генерала Курвитса — «Kindral Kurvits» — получило многофункциональное судно для ликвидации последствий загрязнения водоемов Департамента полиции и погранохраны Эстонии.

## Награды
За время службы Ханс Курвитс был удостоен наград:
Российская империя
- Орден Святого Георгия IV степени (приказ 3-й армии 31 октября 1916 года № 1688, утверждено приказом армии и флоту 15 марта 1917 года)
- Орден Святой Анны III степени с мечами и бантом
- Орден Святого Станислава III степени с мечами и бантом
- Орден Святой Анны IV степени с надписью «За храбрость» (приказ 3-й армии, утверждено высочайшим приказом 21 сентября 1916 года)

Эстония
- Крест Свободы I класса 2-й степени (17 декабря 1920 года)
- Орден Орлиного креста I степени (28 ноября 1933 года)
- Орден Эстонского Красного Креста I степени II подстепени (12 февраля 1934 года)
- Белый крест Союза обороны III степени
- Медаль «В память Освободительной войны»

Другие государства
- Военный орден Лачплесиса III степени (Латвия, LKOK nr.3/1778 11 декабря 1924 года)
- Орден Трёх звёзд II степени (Латвия)
- Памятный знак Освободительной войны Латвии
- Медаль «В память 10-летия Освободительной войны Латвийской Республики»
- Орден Возрождения Польши II степени (Польша)
- Орден Белой розы Финляндии II степени (Финляндия)

## Семья
26 декабря 1917 (8 января 1918) года Ханс Курвитс женился на Анне Арива (эст. Anna [Anni] Ariva; 1 декабря 1889 — 27 марта 1957). У них родились дочери Хельо (род. 1918), Ате (род. 1922) и Эви (род. 1923).
После ареста мужа Анни Курвитс была выслана на поселение в Сибирь. В 1943 году арестована, содержалась в Томской тюрьме, позже — в колонии в Казахской ССР. Освобождена в 1954 году, вернулась в Таллин. Похоронена на кладбище Рахумяэ.
Один из братьев Ханса Курвитса, Пауль Курвитс (1879—1942), был директором Таллинского городского банка.